# Nick Frost

Nicholas John Frost, född 28 mars 1972 i London, är en brittisk skådespelare, komiker och manusförfattare. Frost är mest känd för rollerna Mike Watt i komedin Spaced, Ed i Shaun of the Dead och PC Danny Butterman i Hot Fuzz.

## Karriär
Frost medverkade i Simon Peggs första stora komediserie, Big Train, vid flera tillfällen. 2001 hade Frost en liten roll i ett avsnitt av Victoria Woods Acorn Antiques . Detta var ett specialskrivet avsnitt där Frost spelade en väpnad rånare som sköt ihjäl seriens mest älskvärda karaktär, Mrs Overall (Julie Walters).
År 2002 skrev Frost Danger! 50.000 Volt !, en parodi på överlevnadsgenre där experter skulle improvisera lösningar på farliga problem. Frost skrev The Sofa of Time med Matt King samma år. Under 2004 spelade Frost i Shaun of the Dead , en romantisk zombie-komedi, återigen skriven av Pegg tillsammans med Edgar Wright.
I slutet av 2005 hade han huvudrollen i komediserien Man Stroke Woman , i början av 2006 spelade Frost huvudpersonen, Commander Henderson, i BBC-serien HyperDrive. Under 2006 medverkade han i en andra långfilm, Kinky Boots . År 2011 medverkade han i Paul både som manusförfattare och skådespelare. 
Han bor för närvarande i Finsbury Park i London, som också var inspelningsplats för Shaun of the Dead .

## Filmografi (i urval)
- 1999–2001 – Spaced (TV-serie)
- 2000–2004 – Black Books (TV-serie) (röst)
- 2004 – Shaun of the Dead
- 2005 – Kinky Boots
- 2005 – Look Around You (TV-serie)
- 2005–2008 – Supernanny (TV-serie)
- 2006 – Penelope
- 2006 – Green Wing (TV-serie)
- 2007 – Grindhouse
- 2007 – Hot Fuzz
- 2008 – Wild Child
- 2009 – The Boat That Rocked
- 2011 – Paul
- 2011 – Attack the Block
- 2011 – Tintins äventyr: Enhörningens hemlighet
- 2011–2014 – Phineas & Ferb (TV-serie) (röst)
- 2012 – Snow White and the Huntsman
- 2012 – Ice Age 4: Jorden skakar loss (röst)
- 2013 – The World's End
- 2014 – Cuban Fury
- 2014 – Boxtrolls (röst)
- 2014 – Doctor Who (TV-serie)
- 2016 – The Huntsman: Winter's War
- 2016 – Asterix – Gudarnas hemvist (röst)
- 2018 – Tomb Raider
- 2021 – Trolljakten: Titanernas kamp (röst)
- 2021 – Why Women Kill (TV-serie)
- 2023 – Scott Pilgrim Takes Off (TV-serie)
- 2024 – Star Wars: Skeleton Crew (TV-serie)
- 2025 – Draktränaren
- 2027 – Harry Potter (TV-serie)